# Lotti Ortner-Röhr
Lotti Ortner-Röhr (* 18. Dezember 1931 in Ostrava, ČSR; † 14. Juli 2023) war eine deutsche Fotografin.

## Werdegang
Sie arbeitete als Fotoreporterin bei der Wochenpost, einer der auflagenstärksten Zeitungen der DDR und fertigte für diese auch internationale Fotoreportagen an. Sie war Mitglied der von 1965 bis 1969 bestehenden Fotografengruppe „SIGNUM“ und gehörte zu den renommiertesten Fotografinnen der DDR. Als solche war sie auch auf Ausstellungen vertreten.
Sie war bekannt dafür, eher trockene Wirtschaftsbeiträge durch ungewöhnliche Perspektiven aufzulockern; es zog sie „magisch auf die höchsten Punkte“.